# Колон (Мічиган)
Колон (англ. Colon) — селище (англ. village) в США, в окрузі Сент-Джозеф штату Мічиган. Населення — 1199 осіб (2020).

## Географія
Колон розташований за координатами 41°57′32″ пн. ш. 85°19′24″ зх. д. / 41.95889° пн. ш. 85.32333° зх. д. (41.959003, -85.323464).  За даними Бюро перепису населення США в 2010 році селище мало площу 4,48 км², з яких 3,54 км² — суходіл та 0,94 км² — водойми.

## Демографія
Згідно з переписом 2010 року, у селищі мешкали 1173 особи в 485 домогосподарствах у складі 299 родин. Густота населення становила 262 особи/км².  Було 650 помешкань (145/км²).
Расовий склад населення:
| - 97,3 % — білих - 0,3 % — корінних американців - 0,3 % — чорних або афроамериканців - 0,2 % — азіатів |

До двох чи більше рас належало 1,8 %. Частка іспаномовних становила 1,3 % від усіх жителів.
За віковим діапазоном населення розподілялося таким чином: 23,9 % — особи молодші 18 років, 59,4 % — особи у віці 18—64 років, 16,7 % — особи у віці 65 років та старші. Медіана віку мешканця становила 39,7 року. На 100 осіб жіночої статі у селищі припадало 92,9 чоловіків;  на 100 жінок у віці від 18 років та старших — 90,8 чоловіків також старших 18 років.
Середній дохід на одне домашнє господарство  становив 47 220 доларів США (медіана — 42 308), а середній дохід на одну сім'ю — 57 029 доларів (медіана — 58 393). Медіана доходів становила 35 598 доларів для чоловіків та 30 850 доларів для жінок. За межею бідності перебувало 10,9 % осіб, у тому числі 14,2 % дітей у віці до 18 років та 10,5 % осіб у віці 65 років та старших.
Цивільне працевлаштоване населення становило 460 осіб. Основні галузі зайнятості: виробництво — 41,5 %, освіта, охорона здоров'я та соціальна допомога — 15,4 %, роздрібна торгівля — 9,6 %, публічна адміністрація — 5,7 %.